# Pharmacology & Therapeutics
Pharmacology & Therapeutics, abgekürzt Pharmacol. Ther., ist eine wissenschaftliche Zeitschrift, die vom Elsevier-Verlag veröffentlicht wird. Die erste Ausgabe erschien 1976. Die Zeitschrift veröffentlicht pharmakologische Übersichtsarbeiten von Autoren, die zur Publikation eingeladen werden. Derzeit werden zwölf Ausgaben im Jahr veröffentlicht.
Der Impact Factor lag im Jahr 2022 bei 13.5. Nach der Statistik des ISI Web of Knowledge wird das Journal mit diesem Impact Factor in der Kategorie Pharmakologie und Pharmazie an sechster Stelle von 254 Zeitschriften geführt.
Chefherausgeber ist Sam J. Enna, University of Kansas Medical Center, Kansas City, Vereinigte Staaten von Amerika.